# Лаврово (Нерехтський район)
Лаврово (рос. Лаврово) — присілок в Нерехтському районі Костромської області Російської Федерації.
Населення становить 1728 осіб. Входить до складу муніципального утворення Пригороднє сільське поселення.

## Історія
У 1936-1944 роках населений пункт належав до Ярославської області. Від 1944 року належить до Костромської області.
Від 2007 року входить до складу муніципального утворення Пригороднє сільське поселення.

## Населення
| 2008 | 2010  | 2014  |
| ---- | ----- | ----- |
| 1580 | ↘1419 | ↗1728 |